# Europejskie młodzieżowe mistrzostwa par w brydżu sportowym
Europejskie młodzieżowe mistrzostwa par w brydżu sportowym (European Youth Pairs Championships) – mistrzostwa Europy par młodzieżowych w brydżu sportowym.
Europejskie Młodzieżowe Mistrzostwa Par (EMMP) były rozegrane po raz pierwszy w roku 1991 na wniosek Komitetu Młodzieżowego EBL, któremu w tym czasie przewodniczył Panos Gerontopoulos. Zgodnie z założeniami miała to być duża impreza, w której startować mogą zawodnicy wszystkich poziomów z wyjątkiem słabych. W parach mogli grać zawodnicy z różnych krajów strefy europejskiej.
W latach od 1995 (3 EMMP, Gandawa, Belgia) do 2003 (7 EMMP, Tata, Węgry) tytuły europejskie były przyznawane w czasie trwania Światowych Młodzieżowych Mistrzostw Świata Par – edycje 1–5.
W roku 2006 (8 EMMP, Pieszczany, Słowacja) zawody zostały podzielone na dwie kategorie: Juniorów oraz Młodzieży Szkolnej.
W roku 2008, w czasie 9 EMMP we Wrocławiu dodano kategorię Dziewcząt. Zmieniono również format pozwalając, aby startowały tylko pary z jednego kraju.
Podczas 11. EMMP w roku 2012 w Vejle (Dania) dodano kategorię Mikstów Młodzieżowych. Również podczas tych zawodów zawodnicy, którzy nie zostali zakwalifikowani do rund finałowych w poszczególnych konkurencjach, rozegrali turniej o puchar prezydenta.

## Formuła zawodów
Regulamin mistrzostw zmieniał się przy każdych zawodach. Rozgrywki w roku 2012 toczyły się według następującego regulaminu:
- Zawody odbyły się w kategoriach Juniorów, Młodzieży Szkolnej, Dziewcząt oraz Mikstów Młodzieżowych. Dodatkowo, na koniec zawodów, zostały rozegrane zawody o Puchar Prezydenta, w których mogli startować wszyscy zawodnicy, którzy nie zakwalifikowali się do rundy finałowej.
- Obaj zawodnicy każdej pary musieli być przedstawicielami tej samej federacji. Każda federacja mogła zgłosić do zawodów dowolną liczbę par.
- Do zawodów kategorii Młodzieży Szkolnej uprawnieni byli zawodnicy, którzy w roku zawodów mieli poniżej 20 lat. Do pozostałych zawodów uprawnieni byli zawodnicy, którzy w roku zawodów nie mieli skończonych 26 lat.
- Zawody były rozgrywane w ten sposób, że:
  - wszyscy uczestnicy mogli wziąć udział w zawodach Mikstowych;
  - zawody Juniorów, Młodzieży Szkolnej oraz Dziewcząt były rozgrywane w tym samym czasie, najpierw w grupach, systemem każdy z każdym, a następnie, w grupie finałowej, systemem szwajcarskim.

## Podsumowanie medalowe
Poniższa tabela pokazuje zdobycze medalowe poszczególnych krajów, zarówno w poszczególnych kategoriach, jak i w sumie dla wszystkich kategorii. Ponieważ przez pewien okres medale zdobywały pary składające się z zawodników z różnych krajów, w takim przypadku medal przypisano do każdego z tych krajów.
Po najechaniu kursorem nad liczbę medali wyświetli się wykaz zawodów (Jn – Juniorzy, Sn – Młodzież Szkolna, Dn – Dziewczęta, Mn – Miksty Młodzieżowe), na których te medale zostały zdobyte. Naciskając strzałkę (klepsydrę) w kolumnie ze złotymi medalami można uporządkować listę według zdobyczy medalowych dowolnej kategorii.
| Podsumowanie medalowe (Stan na 16 lipca 2014) | Podsumowanie medalowe (Stan na 16 lipca 2014) | Podsumowanie medalowe (Stan na 16 lipca 2014) | Podsumowanie medalowe (Stan na 16 lipca 2014) | Podsumowanie medalowe (Stan na 16 lipca 2014) | Podsumowanie medalowe (Stan na 16 lipca 2014) | Podsumowanie medalowe (Stan na 16 lipca 2014) | Podsumowanie medalowe (Stan na 16 lipca 2014) | Podsumowanie medalowe (Stan na 16 lipca 2014) | Podsumowanie medalowe (Stan na 16 lipca 2014) | Podsumowanie medalowe (Stan na 16 lipca 2014) | Podsumowanie medalowe (Stan na 16 lipca 2014) | Podsumowanie medalowe (Stan na 16 lipca 2014) | Podsumowanie medalowe (Stan na 16 lipca 2014) | Podsumowanie medalowe (Stan na 16 lipca 2014) | Podsumowanie medalowe (Stan na 16 lipca 2014) | Podsumowanie medalowe (Stan na 16 lipca 2014) | Podsumowanie medalowe (Stan na 16 lipca 2014) | Podsumowanie medalowe (Stan na 16 lipca 2014) |
| Kategoria                                     | Kategoria                                     | Juniorzy                                      | Juniorzy                                      | Juniorzy                                      | Młodzież Szkolna                              | Młodzież Szkolna                              | Młodzież Szkolna                              | Dziewczęta                                    | Dziewczęta                                    | Dziewczęta                                    | Miksty                                        | Miksty                                        | Miksty                                        | Razem                                         | Razem                                         | Razem                                         | Kategoria                                     | Kategoria                                     |
| F                                             | Kraj                                          | Z                                             | S                                             | B                                             | Z                                             | S                                             | B                                             | Z                                             | S                                             | B                                             | Z                                             | S                                             | B                                             | Z                                             | S                                             | B                                             | F                                             | Kraj                                          |
| --------------------------------------------- | --------------------------------------------- | --------------------------------------------- | --------------------------------------------- | --------------------------------------------- | --------------------------------------------- | --------------------------------------------- | --------------------------------------------- | --------------------------------------------- | --------------------------------------------- | --------------------------------------------- | --------------------------------------------- | --------------------------------------------- | --------------------------------------------- | --------------------------------------------- | --------------------------------------------- | --------------------------------------------- | --------------------------------------------- | --------------------------------------------- |
| Anglia                                        | Anglia                                        | _00_01_01_Anglia                              | 1                                             | 1                                             | _00_00_00_Anglia                              |                                               |                                               | _00_00_00_Anglia                              |                                               |                                               | _00_00_00_Anglia                              |                                               |                                               | _00_01_01_Anglia                              | 1                                             | 1                                             | Anglia                                        | Anglia                                        |
| Austria                                       | Austria                                       | 3                                             |                                               |                                               | _00_00_00_Austria                             |                                               |                                               | _00_00_00_Austria                             |                                               |                                               | _00_00_00_Austria                             |                                               |                                               | 3                                             |                                               |                                               | Austria                                       | Austria                                       |
| Białoruś                                      | Białoruś                                      | _00_00_00_Białoruś                            |                                               |                                               | _00_00_01_Białoruś                            |                                               | 1                                             | _00_00_00_Białoruś                            |                                               |                                               | _00_00_00_Białoruś                            |                                               |                                               | _00_00_01_Białoruś                            |                                               | 1                                             | Białoruś                                      | Białoruś                                      |
| Czechy                                        | Czechy                                        | _00_00_00_Czechy                              |                                               |                                               | _00_00_00_Czechy                              |                                               |                                               | _00_01_01_Czechy                              | 1                                             | 1                                             | _00_00_00_Czechy                              |                                               |                                               | _00_01_01_Czechy                              | 1                                             | 1                                             | Czechy                                        | Czechy                                        |
| Dania                                         | Dania                                         | 1                                             | 2                                             | 2                                             | _00_00_00_Dania                               |                                               |                                               | _00_00_00_Dania                               |                                               |                                               | _00_00_02_Dania                               |                                               | 2                                             | 1                                             | 2                                             | 4                                             | Dania                                         | Dania                                         |
| Francja                                       | Francja                                       | 2                                             | 2                                             |                                               | _00_00_02_Francja                             |                                               | 2                                             | _00_00_01_Francja                             |                                               | 1                                             | _00_00_00_Francja                             |                                               |                                               | 2                                             | 2                                             | 3                                             | Francja                                       | Francja                                       |
| Grecja                                        | Grecja                                        | 1                                             |                                               |                                               | _00_00_00_Grecja                              |                                               |                                               | _00_00_00_Grecja                              |                                               |                                               | _00_00_00_Grecja                              |                                               |                                               | 1                                             |                                               |                                               | Grecja                                        | Grecja                                        |
| Izrael                                        | Izrael                                        | 1                                             |                                               |                                               | _00_00_00_Izrael                              |                                               |                                               | _00_00_00_Izrael                              |                                               |                                               | _00_01_00_Izrael                              | 1                                             |                                               | 1                                             | 1                                             |                                               | Izrael                                        | Izrael                                        |
| Holandia                                      | Holandia                                      | _00_01_02_Holandia                            | 1                                             | 2                                             | _00_02_00_Holandia                            | 2                                             |                                               | 1                                             | 1                                             |                                               | _00_00_00_Holandia                            |                                               |                                               | 1                                             | 4                                             | 2                                             | Holandia                                      | Holandia                                      |
| Łotwa                                         | Łotwa                                         | _00_01_00_Łotwa                               | 1                                             |                                               | _00_00_00_Łotwa                               |                                               |                                               | _00_00_00_Łotwa                               |                                               |                                               | _00_00_00_Łotwa                               |                                               |                                               | _00_01_00_Łotwa                               | 1                                             |                                               | Łotwa                                         | Łotwa                                         |
| Niemcy                                        | Niemcy                                        | _00_02_00_Niemcy                              | 2                                             |                                               | _00_00_00_Niemcy                              |                                               |                                               | 1                                             |                                               |                                               | _00_00_00_Niemcy                              |                                               |                                               | 1                                             | 2                                             |                                               | Niemcy                                        | Niemcy                                        |
| Norwegia                                      | Norwegia                                      | 1                                             | 1                                             | 3                                             | _00_00_00_Norwegia                            |                                               |                                               | _00_00_00_Norwegia                            |                                               |                                               | _00_00_00_Norwegia                            |                                               |                                               | 1                                             | 1                                             | 3                                             | Norwegia                                      | Norwegia                                      |
| Polska                                        | Polska                                        | 1                                             | 4                                             | 1                                             | 3                                             | 3                                             | 2                                             | 2                                             | 2                                             | 2                                             | 2                                             | 1                                             |                                               | 8                                             | 10                                            | 5                                             | Polska                                        | Polska                                        |
| Szwecja                                       | Szwecja                                       | 2                                             |                                               |                                               | 2                                             |                                               | 1                                             | _00_00_00_Szwecja                             |                                               |                                               | _00_00_00_Szwecja                             |                                               |                                               | 4                                             |                                               | 1                                             | Szwecja                                       | Szwecja                                       |
| Włochy                                        | Włochy                                        | _00_00_03_Włochy                              |                                               | 3                                             | _00_00_00_Włochy                              |                                               |                                               | _00_00_00_Włochy                              |                                               |                                               | _00_00_00_Włochy                              |                                               |                                               | _00_00_03_Włochy                              |                                               | 3                                             | Włochy                                        | Włochy                                        |
| Razem                                         | Razem                                         | 12                                            | 14                                            | 12                                            | 5                                             | 5                                             | 6                                             | 4                                             | 4                                             | 4                                             | 2                                             | 2                                             | 2                                             | 23                                            | 25                                            | 24                                            | Razem                                         | Razem                                         |

## Wyniki zawodów w poszczególnych kategoriach
| Kategoria Juniorów. Miejsca medalowe | Kategoria Juniorów. Miejsca medalowe               | Kategoria Juniorów. Miejsca medalowe               |
| Lp                                   | Miejsce                                            | Zespół i skład                                     |
| ------------------------------------ | -------------------------------------------------- | -------------------------------------------------- |
| 12:                                  | 2014, 12-19 lipca, Burghausen, (Niemcy)            | 2014, 12-19 lipca, Burghausen, (Niemcy)            |
| 12:                                  | 1                                                  | Polska Paweł Jassem – Jakub Wojcieszek             |
| 12:                                  | 2                                                  | Dania Dennis Bilde – Rasmus Rask Jepsen            |
| 12:                                  | 3                                                  | Anglia Thomas Paske – Graeme Robertson             |
| 11:                                  | 2012, 1–6 lipca, Vejle, (Dania)                    | 2012, 1–6 lipca, Vejle, (Dania)                    |
| 11:                                  | 1                                                  | Francja Alexandre Kilani – Aymeric Lebatteux       |
| 11:                                  | 2                                                  | Polska Michał Klukowski – Piotr Zatorski           |
| 11:                                  | 3                                                  | Norwegia Kristoffer Hegge – Kristian Stangeland    |
| 10:                                  | 2010, 14–17 lipca, Abacja, (Chorwacja)             | 2010, 14–17 lipca, Abacja, (Chorwacja)             |
| 10:                                  | 1                                                  | Grecja Konstantinos Doxiadis – Vassilis Vroustis   |
| 10:                                  | 2                                                  | Łotwa Janis Bethers – Martins Lorencs              |
| 10:                                  | 3                                                  | Polska Joanna Krawczyk – Artur Wasiak              |
| 9:                                   | 2008, 15–18 lipca, Wrocław, (Polska)               | 2008, 15–18 lipca, Wrocław, (Polska)               |
| 9:                                   | 1                                                  | Francja Thomas Bessis – Frederic Volcker           |
| 9:                                   | 2                                                  | Polska Michał Nowosadzki – Piotr Wiankowski        |
| 9:                                   | 3                                                  | Włochy Arrigo Franchi – Matteo Montanari           |
| 8:                                   | 2006, 30 czerwca – 2 lipca, Pieszczany, (Słowacja) | 2006, 30 czerwca – 2 lipca, Pieszczany, (Słowacja) |
| 8:                                   | 1                                                  | Szwecja Cecilia Rimstedt – Sara Sivelind           |
| 8:                                   | 2                                                  | Polska Jacek Kalita – Krzysztof Kotorowicz         |
| 8:                                   | 3                                                  | Holandia Marion Michielsen – Vincent de Pagter     |
| 7:                                   | 2003, 4–6 lipca, Tata, (Węgry)                     | 2003, 4–6 lipca, Tata, (Węgry)                     |
| 7:                                   | 1                                                  | Izrael Adi Azizi – Yuval Yener                     |
| 7:                                   | 2                                                  | Francja Guillaume Grenthe – Jerome Grenthe         |
| 7:                                   | 3                                                  | Holandia Bas Drijver – Bob Drijver                 |
| 6:                                   | 2001, 6–8 lipca, Stargard Szczeciński, (Polska)    | 2001, 6–8 lipca, Stargard Szczeciński, (Polska)    |
| 6:                                   | 1                                                  | Austria Andreas Gloyer – Martin Schifko            |
| 6:                                   | 2                                                  | Holandia Sjoert Brink – Bas Drijver                |
| 6:                                   | 3                                                  | Włochy Fabio Lo Presti – Francesco Mazzadi         |
| 5:                                   | 1999, 9–11 lipca, Nymburk, (Czechy)                | 1999, 9–11 lipca, Nymburk, (Czechy)                |
| 5:                                   | 1                                                  | Austria Andreas Gloyer – Bernd Saurer              |
| 5:                                   | 2                                                  | Francja Felicien Daux – Julien Geitner             |
| 5:                                   | 3                                                  | Włochy Bernardo Biondo – Francesco Mazzadi         |
| 4:                                   | 1997, 11–13 lipca, Santa Sofia, (Włochy)           | 1997, 11–13 lipca, Santa Sofia, (Włochy)           |
| 4:                                   | 1                                                  | Szwecja Stefan Solbrand – Olle Wademark            |
| 4:                                   | 2                                                  | Dania, Niemcy Mette Drogemuller – Sebastian Reim   |
| 4:                                   | 3                                                  | Norwegia Boye Brogeland – Trond Hantveit           |
| 3:                                   | 1995, 12–14 sierpnia, Gandawa, (Belgia)            | 1995, 12–14 sierpnia, Gandawa, (Belgia)            |
| 3:                                   | 1                                                  | Norwegia Boye Brogeland – Geir Helgemo             |
| 3:                                   | 2                                                  | Norwegia, Anglia Thomas Charlsen – Espen Erichsen  |
| 3:                                   | 3                                                  | Dania Mik Kristensen – Morten Lund Madsen          |
| 2:                                   | 1993, 16–18 Lipca, Oberreifenberg, (Niemcy)        | 1993, 16–18 Lipca, Oberreifenberg, (Niemcy)        |
| 2:                                   | 1                                                  | Dania Jesper Dall – Jesper Thomsen                 |
| 2:                                   | 2                                                  | Polska Mariusz Puczyński – Tomasz Puczyński        |
| 2:                                   | 3                                                  | Norwegia Tore Skoglund – Ole Torhaug               |
| 1:                                   | 1991, 12–14 czerwca, Fiesch, (Szwajcaria)          | 1991, 12–14 czerwca, Fiesch, (Szwajcaria)          |
| 1:                                   | 1                                                  | Austria Tilmann Seidel – Alexander Wodniansky      |
| 1:                                   | 2                                                  | Niemcy Julia Korus – Michael Tomski                |
| 1:                                   | 3                                                  | Dania Mathias Bruun – Henrik Iversen               |

| Kategoria Młodzieży Szkolnej. Miejsca medalowe | Kategoria Młodzieży Szkolnej. Miejsca medalowe     | Kategoria Młodzieży Szkolnej. Miejsca medalowe        |
| Lp                                             | Miejsce                                            | Zespół i skład                                        |
| ---------------------------------------------- | -------------------------------------------------- | ----------------------------------------------------- |
| 12: (5)                                        | 2014, 12-19 lipca, Burghausen, (Niemcy)            | 2014, 12-19 lipca, Burghausen, (Niemcy)               |
| 12: (5)                                        | 1                                                  | Szwecja Ola Rimstedt – Johan Säfsten                  |
| 12: (5)                                        | 2                                                  | Holandia Luc Tijssen – Thibo Sprinkhuizen             |
| 12: (5)                                        | 3                                                  | Francja Colin Deheeger – Arthur Boulin                |
| 11: (4)                                        | 2012, 1–6 lipca, Vejle, (Dania)                    | 2012, 1–6 lipca, Vejle, (Dania)                       |
| 11: (4)                                        | 1                                                  | Polska Wojciech Kaźmierczak – Łukasz Witkowski        |
| 11: (4)                                        | 2                                                  | Holandia Tom van Overbeeke – Ricardo Westerbeek       |
| 11: (4)                                        | 3                                                  | Szwecja Simon Ekenberg – Simon Hult                   |
| 10: (3)                                        | 2010, 14–17 lipca, Abacja, (Chorwacja)             | 2010, 14–17 lipca, Abacja, (Chorwacja)                |
| 10: (3)                                        | 1                                                  | Szwecja Daniel Gullberg – Johan Karlsson              |
| 10: (3)                                        | 2                                                  | Polska Roman Kowalewski – Łukasz Nierzwicki           |
| 10: (3)                                        | 3                                                  | Polska Maciej Bielawski – Michał Klukowski            |
| 9: (2)                                         | 2008, 15–18 lipca, Wrocław, (Polska)               | 2008, 15–18 lipca, Wrocław, (Polska)                  |
| 9: (2)                                         | 1                                                  | Polska Michał Kania – Aleksander Krych                |
| 9: (2)                                         | 2                                                  | Polska Tomasz Maciej Jochymski – Wojciech Kaźmierczak |
| 9: (2)                                         | 3                                                  | Białoruś, Polska Illa Szpuntou – Kacper Wilczak       |
| 8: (1)                                         | 2006, 30 czerwca – 2 lipca, Pieszczany, (Słowacja) | 2006, 30 czerwca – 2 lipca, Pieszczany, (Słowacja)    |
| 8: (1)                                         | 1                                                  | Polska Bartłomiej Igła – Artur Marek Machno           |
| 8: (1)                                         | 2                                                  | Polska Andrzej Bernatowicz – Jan Marek Betley         |
| 8: (1)                                         | 3                                                  | Francja Landry Andrea – Pierre Franceschetti          |

| Kategoria Dziewcząt. Miejsca medalowe | Kategoria Dziewcząt. Miejsca medalowe   | Kategoria Dziewcząt. Miejsca medalowe         |
| Lp                                    | Miejsce                                 | Zespół i skład                                |
| ------------------------------------- | --------------------------------------- | --------------------------------------------- |
| 12: (4)                               | 2014, 12-19 lipca, Burghausen, (Niemcy) | 2014, 12-19 lipca, Burghausen, (Niemcy)       |
| 12: (4)                               | 1                                       | Niemcy Marie Eggeling – Katharina Brinck      |
| 12: (4)                               | 2                                       | Holandia Natalia Banaś – Carla Groenland      |
| 12: (4)                               | 3                                       | Polska Justyna Żmuda – Aleksandra Jarosz      |
| 11: (3)                               | 2012, 1–6 lipca, Vejle, (Dania)         | 2012, 1–6 lipca, Vejle, (Dania)               |
| 11: (3)                               | 1                                       | Holandia Sigrid Spangenberg – Magdaléna Tichá |
| 11: (3)                               | 2                                       | Polska Danuta Kazmucha – Natalia Sakowska     |
| 11: (3)                               | 3                                       | Polska Aleksandra Jarosz – Izabela Weinhold   |
| 10: (2)                               | 2010, 14–17 lipca, Abacja, (Chorwacja)  | 2010, 14–17 lipca, Abacja, (Chorwacja)        |
| 10: (2)                               | 1                                       | Polska Magdalena Holeksa – Izabela Weinhold   |
| 10: (2)                               | 2                                       | Czechy Kateřina Tichá – Magdaléna Tichá       |
| 10: (2)                               | 3                                       | Francja Claire Chaugny – Carole Puillet       |
| 9: (1)                                | 2008, 15–18 lipca, Wrocław, (Polska)    | 2008, 15–18 lipca, Wrocław, (Polska)          |
| 9: (1)                                | 1                                       | Polska Joanna Krawczyk – Natalia Sakowska     |
| 9: (1)                                | 2                                       | Polska Marta Maj – Kamila Szczepańska         |
| 9: (1)                                | 3                                       | Czechy Pavla Hoderova – Jana Jankova          |

| Kategoria Mikstów. Miejsca medalowe | Kategoria Mikstów. Miejsca medalowe     | Kategoria Mikstów. Miejsca medalowe          |
| Lp                                  | Miejsce                                 | Zespół i skład                               |
| ----------------------------------- | --------------------------------------- | -------------------------------------------- |
| 12: (2)                             | 2014, 12-19 lipca, Burghausen, (Niemcy) | 2014, 12-19 lipca, Burghausen, (Niemcy)      |
| 12: (2)                             | 1                                       | Polska Justyna Żmuda – Łukasz Witkowski      |
| 12: (2)                             | 2                                       | Izrael Adi Asulin – Mosze Mejuchas           |
| 12: (2)                             | 3                                       | Dania Thomsen Signe Buus – Thomsen Emil Buus |
| 11: (1)                             | 2012, 1–6 lipca, Vejle, (Dania)         | 2012, 1–6 lipca, Vejle, (Dania)              |
| 11: (1)                             | 1                                       | Polska Justyna Żmuda – Bartłomiej Igła       |
| 11: (1)                             | 2                                       | Polska Joanna Taczewska – Piotr Zatorski     |
| 11: (1)                             | 3                                       | Dania Thomsen Signe Buus – Dennis Bilde      |

## Puchar prezydenta
| Puchar prezydenta. Czołowe miejsca | Puchar prezydenta. Czołowe miejsca      | Puchar prezydenta. Czołowe miejsca           |
| Lp                                 | Miejsce                                 | Zespół i skład                               |
| ---------------------------------- | --------------------------------------- | -------------------------------------------- |
| 12: (2)                            | 2014, 12-19 lipca, Burghausen, (Niemcy) | 2014, 12-19 lipca, Burghausen, (Niemcy)      |
| 12: (2)                            | 1                                       | Norwegia Kristoffer Hegge – Eivind Grude Tor |
| 12: (2)                            | 2                                       | Dania Cilleborg Bilde Majka – Peter Jepsen   |
| 12: (2)                            | 3                                       | Bułgaria Todor Tiholov – Mark Andonov        |
| 11: (1)                            | 2012, 1–6 lipca, Vejle, (Dania)         | 2012, 1–6 lipca, Vejle, (Dania)              |
| 11: (1)                            | 1                                       | Polska Kamil Madej – Adam Lonski             |
| 11: (1)                            | 2                                       | Izrael Itamar Ginnosar – Adam Reiter         |
| 11: (1)                            | 3                                       | Rosja Raffael Daniel Wadl – Simon Weinberger |